# Port lotniczy Qəbələ
Port lotniczy Qəbələ – międzynarodowy port lotniczy położony w Qəbələ, w północno-zachodnim Azerbejdżanie. Budowa portu lotniczego rozpoczęła się w styczniu 2011 roku. W dniu 17 listopada 2011 roku prezydent Azerbejdżanu İlham Əliyev oficjalnie zainaugurował działalność lotniska. W tym samym roku otrzymało ono status międzynarodowego portu lotniczego.

## Linie lotnicze i połączenia
| Linia lotnicza      | Kierunek |
| ------------------- | -------- |
| Azerbaijan Airlines | 1. Baku  |